# James Couttet
James Couttet (n. 6 iulie 1921, Chamonix, Haute-Savoie, Franța – d. 13 noiembrie 1997, Chamonix-Mont-Blanc, Rhône-Alpes, Franța) a fost un schior alpin ce a reprezentat Franța, medaliat olimpic. A participat la o ediție a Jocurilor Olimpice (1948) în care a câștigat o medalie de argint și o medalie de bronz.